# Naturaleza sangre
Naturaleza Sangre é o décimo-quarto álbum da carreira (o décimo-terceiro de estúdio) do roqueiro argentino Fito Páez.
O álbum foi lançado em 2004, e é o primeiro material independiente do Fito - selo "Circo Beat".
Neste álbum, Fito conta com a participação de grandes artistas, como Charly Garcia, Luis Alberto Spinetta, Rita Lee, Hugo Fattorusso e Gabriel Carámbula.
A apresentação ao vivo deste trabalho realizou-se no dia 23 de Maio de 2004, no Estadio Luna Park de Buenos Aires, para um público de 7.000 pessoas.

## Faixas
1. Nuevo (2:10)
2. Insoportable (4:06)
3. Volver a Mi (3:00)
4. Ojos Rojos (5:23)
5. Bello Abril (2:19)
6. Urgente Amar (2:17)
7. Oh Nena (5:10)
8. Salir al Sol (2:59)
9. 139 Lexatins (2:59)
10. Naturaleza Sangre (2:52)
11. El Centro de Tu Corazón (4:06)
12. Absolut Vacío (3:03)
13. Los Restos de Nuestro Amor (2:58)
14. Música Para Camaleones (7:22)

## Músicos
- Fito Páez: voz, piano, teclados, hammond.
- Guillermo Vadalá: voz, bajo, contrabajo, guitarra acústica.
- Gonzalo Aloras: voz, guitarras, teclados.
- Sergio Verdinelli: bateria.
- Coki Debernardi: programação.
- Vandera: programação.

### Convidades
- Charly García: Vocais e guitarras em Naturaleza sangre".
- Luis Alberto Spinetta: Voz em "Bello abril" e "El centro de tu corazón".
- Hugo Fattoruso: Piano em "Ojos rojos".
- Claudio Cardone: teclados em "El centro de tu corazón".
- Gabriel Carámbula: guitarras em "Urgente amar".
- Ana Álvarez de Toledo: vocais em "Absolut vacio" e "Urgente amar".
- Carlos Vandera: piano acústico em "Oh nena".
- Rita Lee: Voz em "Ojos rojos".